# Regesbostel
Regesbostel is een gemeente in de Duitse deelstaat Nedersaksen. De gemeente maakt deel uit van de Samtgemeinde Hollenstedt in het Landkreis Harburg. Regesbostel telt 1.068 inwoners.
In de gemeente liggen naast het gelijknamige dorp, de plaatsjes Holtorfer Heide en Rahmstorf.
Het zijn weinig belangrijke boeren- en forensendorpjes. 
In Rahmstorf is bij opgravingen in een vroegmiddeleeuws grafveld een fibula gevonden. Deze is afgebeeld in het dorpswapen.
- Virtual International Authority File: 116146937724913830706

Appel · 
Asendorf · 
Bendestorf · 
Brackel · 
Buchholz in der Nordheide · 
Dohren · 
Drage · 
Drestedt · 
Egestorf · 
Eyendorf · 
Garlstorf · 
Garstedt · 
Gödenstorf · 
Halvesbostel · 
Handeloh · 
Hanstedt · 
Harmstorf · 
Heidenau · 
Hollenstedt · 
Jesteburg · 
Kakenstorf · 
Königsmoor · 
Marschacht · 
Marxen · 
Moisburg · 
Neu Wulmstorf · 
Otter · 
Regesbostel · 
Rosengarten · 
Salzhausen · 
Seevetal · 
Stelle · 
Tespe · 
Toppenstedt · 
Tostedt · 
Undeloh · 
Vierhöfen · 
Welle · 
Wenzendorf · 
Winsen (Luhe) · 
Wistedt · 
Wulfsen